# Richmond Landon
Richmond Landon (Salisbury, 20 de novembro de 1898 - Lynbrook, 13 de julho de 1971) foi um atleta e campeão olímpico norte-americano.
Landon conquistou a medalha de ouro no salto em altura dos Jogos Olímpicos de Antuérpia, em 1920, com um salto de 1,93m.